# Palatul Suciu din Arad
Palatul Suciu din Arad este un monument istoric aflat pe teritoriul municipiului Arad, operă a arhitectului Arhitect: Ioan Niga.